# Dries Buytaert
Dries Buytaert (n. 19 noiembrie 1978, Wilrijk, Antwerp, Belgia) este un programator de software cu sursă deschisă, cunoscut ca fondator și dezvoltator al sistemului de administrare a conținutului (CMS) Drupal.

## Carieră
La începutul anului 2008, Buytaert a susținut teza de doctorat în informatică la Universitatea Ghent din Belgia.
La 1 decembrie 2007, Dries anunță lansarea unui start-up numit Acquia, în colaborare cu Jay Batson. Acquia este o companie de software care asigură produse, servicii și suport tehnic pentru Drupal, cât și o promovare intensă în mediul de afaceri. În anul 2009, Acquia a asistat relansarea sitului Casei Albe whitehouse.gov pe Drupal.
În martie 2008, Dries lansează serviciul Mollom, destinat luptei împotriva spamului pe paginile web, pe care îl aliniază proiectului Acquia în 2012. În mod curent, Mollom protejează peste 59.000 de situri web, inclusiv mesajele rețelei de socializare Netlog.
Dries Buytaert a fost inclus în top 35 inovatori ai lumii sub 35 de ani (TR35), realizat de revista „MIT Technology Review” a MIT.

### Interviuri
- „An In-Depth Interview With Dries publisher = Drupal Watchdog”. februarie 2011.
- „Drupal founder, Dries Buytaert Interview”. CMS Critic interview. ianuarie 2009.
- „Interviu video”. Noel Hidalgo. 26 iulie 2007. Arhivat din original la 20 ianuarie 2021. Accesat în 16 iunie 2015.

### Discursuri
- The State of Drupal, în cadrul FOSDEM 2007 la Bruxelles, Belgia (februarie 2007)
- State of Drupal Arhivat în 18 noiembrie 2020, la Wayback Machine., la conferința OSCMS a Yahoo, Sunnyvale, California (martie 2007)
- The State of Drupal Arhivat în 20 mai 2011, la Wayback Machine., la Drupalcon 2007 în Barcelona, Spania (septembrie 2007)